# 滋賀県道559号近江八幡大津線
滋賀県道559号近江八幡大津線（しがけんどう559ごう おうみはちまんおおつせん）は、滋賀県近江八幡市から大津市に至る一般県道である。

## 概要
近江八幡市南津田町から大津市瀬田1丁目に至る。
琵琶湖岸に沿って走る快適なドライブコースで、ほとんど信号もない。さざなみ街道や夕照の道（大津市の一部）と名付けられている。通称湖岸道路。

### 路線データ
- 起点：近江八幡市南津田町（湖岸白鳥川交差点、滋賀県道26号大津守山近江八幡線交点）
- 終点：大津市瀬田1丁目（唐橋東詰交差点、滋賀県道2号大津能登川長浜線交点、滋賀県道29号瀬田大石東線起点）
- 総延長：33.6 km

## 路線状況

### 通称
- さざなみ街道

### 重複区間
- 滋賀県道601号守山大津志賀自転車道線（守山市今浜町 - 守山市水保町・琵琶湖大橋東詰交差点）

### 道路施設

#### 橋梁
- 日野川大橋（日野川、近江八幡市）
- 家棟川大橋（家棟川、野洲市）
- 中洲大橋（野洲川、守山市）
- 新田橋（守山市）
- 水俣橋（守山市）
- 港橋（守山市）
- 木ノ浜橋（守山市）
- 山賀大橋（新守山川、守山市）
- 津田江北水門橋（草津市）
- 津田江南水門橋（草津市）
- 志那津橋（草津市）
- 新葉山川橋（葉山川、草津市）
- 高砂橋[注釈 2]（草津市）
- 北山田橋（草津市）
- 帰帆北橋（草津市）
- 帰帆南橋（草津市）
- 瀬田浦橋（大津市）
- 高砂橋[注釈 3]（大津市）

#### 道の駅
- 草津（草津市）

## 地理

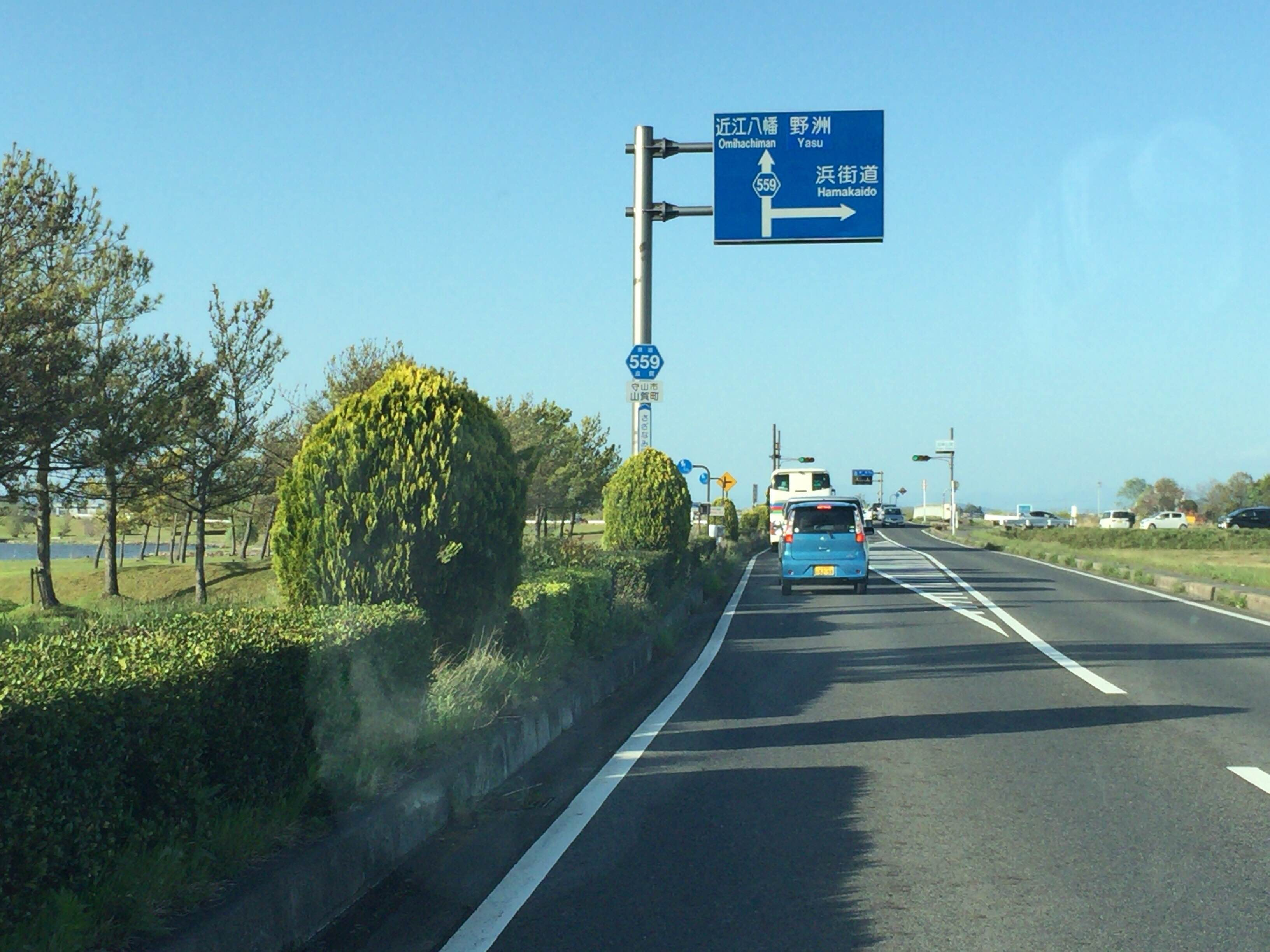
守山市山賀町付近を起点（近江八幡市）方面へ走る。左側は琵琶湖である。

### 通過する自治体
- 滋賀県
  - 近江八幡市 - 野洲市 - 守山市 - 草津市 - 大津市

### 交差する道路
| 交差する道路 | 市町村名   | 交差する場所   | 交差する場所            |
| --- | ---------- | -------------- | ----------------------- |
| 滋賀県道26号大津守山近江八幡線 | 近江八幡市 | 南津田町       | 湖岸白鳥川交差点 / 起点 |
| 滋賀県道519号菖蒲線 | 野洲市     | 菖蒲（あやめ） |                         |
| 滋賀県道323号今浜水保線 滋賀県道601号守山大津志賀自転車道線 / びわ湖レークサイド自転車道 重複区間起点                                | 守山市     | 今浜町         |                         |
| 国道477号 / レインボーロード＝滋賀県道路公社琵琶湖大橋 滋賀県道601号守山大津志賀自転車道線 / びわ湖レークサイド自転車道 重複区間終点 | 守山市     | 水保町         | 琵琶湖大橋東詰交差点    |
| 美術館通り | 守山市     | 水保町         | 海岸水保町交差点        |
| 滋賀県道147号赤野井守山線 / すこやか通り                                                                                             | 守山市     | 赤野井町       |                         |
| 夕映え通り | 草津市     | 下物町         | 烏丸半島前交差点        |
| 滋賀県道31号栗東志那中線 | 草津市     | 志那中町       | 湖岸志那中町交差点      |
| びわ湖通り | 草津市     | 下笠町         | 湖岸下笠交差点          |
| 滋賀県道18号大津草津線 | 草津市     | 新浜町         | [ 注釈 4 ]              |
| 国道1号 国道8号 重複 | 大津市     | 瀬田1丁目      | [ 注釈 5 ]              |
| 滋賀県道2号大津能登川長浜線 滋賀県道29号瀬田大石東線 / 夕照の道                                                                      | 大津市     | 瀬田1丁目      | 唐橋東詰交差点 / 終点   |

### 交差する鉄道
- 東海道本線

### 沿線
- 湖岸緑地岡山園地
- 水茎岡山城址
- 佐波江浜青少年教育キャンプ場
- ビワコマイアミランド（マイアミ浜オートキャンプ場、野鳥公園）
- かねふくめんたいパークびわ湖
- 琵琶湖マリオットホテル（旧：ラフォーレ琵琶湖、プラネタリウム併設）
- 琵琶湖リゾートクラブ
- ヤンマーマリーナ
- ピエリ守山
- 佐川美術館
- 近畿運輸局滋賀運輸支局、滋賀県自動車会館
- 滋賀県運転免許センター
- 琵琶湖大橋ゴルフコース
- 国際湖沼環境委員会
- 滋賀県立琵琶湖博物館
- 草津市立水生植物公園みずの森
- 滋賀県立水環境科学館
- イオンモール草津
- パワーセンター大津 - 本館が解体されたため、別館の「レイクサイドガーデン」のみ営業。※
- ロイヤルオークホテル スパ&ガーデンズ（閉鎖）
- 滋賀県立琵琶湖漕艇場 関西みらいローイングセンター
- 西光寺
- 瀬田の唐橋